# Valkeissaari (ö i Södra Savolax)
Valkeissaari är en ö i Finland. Den ligger i sjön Valkeinen och i kommunen Heinävesi i den ekonomiska regionen  Nyslotts ekonomiska region  och landskapet Södra Savolax, i den sydöstra delen av landet, 300 km nordost om huvudstaden Helsingfors. Öns area är 0,4 hektar och dess största längd är 120 meter i öst-västlig riktning.